# Brezje (żupania medzimurska)
Brezje – wieś w Chorwacji, w żupanii medzimurskiej, w gminie Sveti Juraj na Bregu. W 2011 roku liczyła 752 mieszkańców.